# Benjamin Lauth
Benjamin Lauth (ur. 4 sierpnia 1981 w Hausham) – niemiecki piłkarz grający na pozycji napastnika.

## Kariera klubowa
Piłkarską karierę Lauth rozpoczął w małym amatorskim klubie SF Fischbachau, gdy treningi rozpoczął w 1987 roku. W 1992 roku trafił do młodzieżowej drużyny TSV 1860 Monachium. W 2000 roku zaczął występować w rezerwach tego klubu, a rok później znalazł się w kadrze pierwszej drużyny, do której awansował go ówczesny trener Peter Pacult. W Bundeslidze zadebiutował w ostatniej kolejce ligowej, 4 maja 2002 w wygranym 4:2 wyjazdowym meczu z Borussią Mönchengladbach. W sezonie 2002/2003 był już podstawowym zawodnikiem TSV 1860. Stworzył atak z Markusem Schrothem i z 13 golami był drugim najlepszym strzelcem drużyny. W sezonie 2003/2004 był najskuteczniejszy w klubie (9 goli), jednak spadł z nim do drugiej ligi.
Po spadku TSV w lipcu 2004 Lauth przeszedł za 4,1 miliona euro do Hamburger SV. Po rozegraniu jednego meczu z 1. FC Nürnberg (4:3) odniósł ciężką kontuzję i do gry wrócił dopiero w 2005 roku. W sezonie 2005/2006 grał już w podstawowym składzie HSV i zajął z nim wysokie 3. miejsce w lidze, gwarantujące start klubu w eliminacjach do Ligi Mistrzów. W sezonie 2006/2007 zagrał tylko w 6 spotkaniach HSV, a zimą 2007 wypożyczono go do VfB Stuttgart. Tam przegrał rywalizację z Mariem Gómezem, Brazylijczykiem Cacau, ale także ze Szwajcarem Markiem Strellerem. Zdobył tylko jednego gola i miał niewielki udział w wywalczeniu przez Stuttgart mistrzostwa Niemiec.
Latem 2007 roku Lauth trafił do Hannover 96 za pół miliona euro. Na ogół jest rezerwowym dla pary Mike Hanke - Jiří Štajner.
| Sezon   | Klub               | Kraj   | Rozgrywki             | Mecze | Bramki |
| ------- | ------------------ | ------ | --------------------- | ----- | ------ |
| 2001/02 | TSV 1860 Monachium | Niemcy | Bundesliga            | 1     | 0      |
| 2002/03 | TSV 1860 Monachium | Niemcy | Bundesliga            | 32    | 13     |
| 2003/04 | TSV 1860 Monachium | Niemcy | Bundesliga            | 28    | 9      |
| 2004/05 | Hamburger SV       | Niemcy | Bundesliga            | 10    | 4      |
| 2005/06 | Hamburger SV       | Niemcy | Bundesliga            | 31    | 6      |
| 2006/07 | Hamburger SV       | Niemcy | Bundesliga            | 6     | 0      |
| 2006/07 | VfB Stuttgart      | Niemcy | Bundesliga            | 11    | 1      |
| 2007/08 | Hannover 96        | Niemcy | Bundesliga            | 21    | 0      |
| 2008/09 | TSV 1860 Monachium | Niemcy | 2. Fußball-Bundesliga | 34    | 15     |
| 2009/10 | TSV 1860 Monachium | Niemcy | 2. Fußball-Bundesliga | 30    | 6      |
| 2010/11 | TSV 1860 Monachium | Niemcy | 2. Fußball-Bundesliga | 33    | 16     |
| 2011/12 | TSV 1860 Monachium | Niemcy | 2. Fußball-Bundesliga | 33    | 11     |
| 2012/13 | TSV 1860 Monachium | Niemcy | 2. Fußball-Bundesliga | 30    | 12     |
| 2013/14 | TSV 1860 Monachium | Niemcy | 2. Fußball-Bundesliga | 28    | 3      |
| 2014/15 | Ferencvárosi TC    | Węgry  | OTP Bank Liga         | 22    | 6      |

Ostatnia aktualizacja: 8 lutego 2012

## Kariera reprezentacyjna
W reprezentacji Niemiec Lauth zadebiutował 12 lutego 2003 roku w przegranym 1:3 towarzyskim spotkaniu z Hiszpanią, rozegranym za selekcjonerskiej kadencji Rudiego Völlera. Był bliski wyjazdu na Euro 2004, jednak nie pojechał na nie z powodu kontuzji.